# 邓小刚 (流体力学家)
邓小刚（1960年9月—），男，四川绵阳人，中华人民共和国计算流体力学家，中国科学院院士，中国人民解放军少将军衔，曾任中国人民解放军国防科技大学校长，现任中国人民解放军军事科学院副院长。中国共产党第十九届中央委员会候补委员。

## 生平
邓小刚毕业于西北工业大学空气动力专业，先后获学士、硕士学位。后前往中国人民解放军总装备部中国空气动力研究与发展中心学习，获博士学位。1996年入选“百千万人才”工程，2002年获国家杰出青年科学基金。同年出任中国空气动力研究与发展中心总工程师，2004年晋升少将军衔。2010年当选中国空气动力学会理事长。2011年出任中国人民解放军国防科学技术大学副校长。2015年12月当选为中国科学院数学物理学部院士。2017年升任新组建的中国人民解放军国防科技大学校长。2019年12月，任中国人民解放军军事科学院副院长。

## 贡献
他对于计算流体力学的贡献包括提出低速流动数值模拟的微可压缩模型（SCM），提出更适合于高超声速计算的不同变量模式的NND格式，以及对非线性紧致差分格式的研究等。